# Pinewood Smile
| Recensione | Giudizio |
| ---------- | -------- |
| AllMusic   | [ 1 ]    |
| Clash      | 6/10     |
| Pitchfork  | 4.8/10   |

Pinewood Smile è il quinto album in studio pubblicato dal gruppo hard rock britannico The Darkness. Prodotto da Adrian Bushby, l'album è stato pubblicato il 6 ottobre 2017 ed è il primo album della band prodotto dall'etichetta discografica indipendente londinese Cooking Vinyl. È anche il loro primo album con Rufus "Tiger" Taylor alla batteria, dopo che Emily Dolan Davies ha lasciato la band nel 2015.

## Storia
I dettagli dell'album sono stati rivelati nel marzo 2017 sulla pagina Facebook della band. Il 21 luglio 2017 è stato rivelato il titolo dell'album e la data di pubblicazione. L'album è stato registrato interamente in Cornovaglia ed è stato prodotto da Adrian Bushby, che ha lavorato con altre band rock come Muse, Foo Fighters e Smashing Pumpkins. Lo stesso giorno, è stato pubblicato il primo singolo dell'album "All the Pretty Girls". Due altri singoli dell'album "Solid Gold" e "Southern Trains" sono stati pubblicati rispettivamente il 18 agosto 2017 e il 25 settembre 2017.
Una versione live di "Buccaneers of Hispaniola" è stato pubblicato come singolo ad aprile 2018 dell'album Live at Hammersmith.

## Critica
Pinewood Smile ha ricevuto recensioni generalmente positive dalla critica musicale. Su Metacritic, che assegna un punteggio medio ponderato su 100 alle recensioni dei critici, l'album ha ottenuto un punteggio medio di 71 basato su 7 recensioni.

## Tracce
Tutte le tracce sono state scritte da Dan Hawkins, Justin Hawkins, Frankie Poullain e Rufus Tiger Taylor.
1. All The Pretty Girls – 3:18
2. Buccaneers of Hispaniola – 3:06
3. Solid Gold – 4:32
4. Southern Trains – 2:52
5. Why Don't the Beautiful Cry? – 3:36
6. Japanese Prisoner of Love – 4:19
7. Lay Down with Me, Barbara – 4:05
8. I Wish I Was in Heaven – 3:21
9. Happiness – 3:13
10. Stampede of Love – 3:54

Bonus tracks nella versione deluxe
1. Uniball – 3:33
2. Rack of Glam – 3:43
3. Seagulls (Losing My Virginity) – 3:54
4. Rock in Space – 3:33

- Nella versione in vinile dell'album è assente la traccia Happiness.

## Formazione

### The Darkness
- Justin Hawkins – voce, chitarre, piano
- Dan Hawkins - chitarre, cori
- Frankie Poullain – basso, cori
- Rufus Tiger Taylor – batteria, cori

### Produzione
- Adrian Bushby - missagio, produttore
- George Perks - ingegnere
- Mike Marsh - mastering

## Classifiche
| Classifica (2017)                   | Posizione massima |
| ----------------------------------- | ----------------- |
| Australian Albums (ARIA)            | 17                |
| Scottish Albums (OCC)               | 8                 |
| Swiss Albums (Schweizer Hitparade)  | 90                |
| UK Albums (OCC)                     | 8                 |
| UK Rock & Metal Albums (OCC)        | 1                 |
| US Billboard 200                    | 190               |
| US Top Hard Rock Albums (Billboard) | 10                |
| US Top Rock Albums (Billboard)      | 37                |

### Singoli
Solid Gold ha raggiunto il numero 5 nella classifica Kerrang Rock nel settembre 2017, mentre Southern Trains ha raggiunto il numero 14 sulla stessa classifica nell'ottobre dello stesso anno.